# Farrea hanitschi
Farrea hanitschi är en svampdjursart som beskrevs av Isao Ijima 1927. Farrea hanitschi ingår i släktet Farrea och familjen Farreidae.
Artens utbredningsområde är havet kring Australien. Inga underarter finns listade i Catalogue of Life.